# Río Finlay
El río Finlay es un río de la parte oriental de Canadá, una de las fuentes del río de la Paz que discurre por la parte norte-centro de la provincia de la Columbia Británica. Tiene una longitud de 402 km, drena un área de 43.000 km² y tiene un caudal medio de 600 m³/s. 
Las fuentes del Finlay están consideradas como la fuente más lejana del sistema fluvial del río Mackenzie: el Mackenzie (1 738 km), conecta el Gran Lago del Esclavo con el océano Ártico; el río de los Esclavos, une el Gran Lago del Esclavo con el lago Athabasca; y el río de la Paz, que el más largo de los ríos que desaguan en el lago Athabasca, es su cabecera más alejada y, por tanto, también la del Mackenzie. El sistema fluvial del Mackenzie es el más largo de Canadá y el segundo de Norteamérica, tras el Misuri-Misisipi.

## Geografía
El río Finlay nace en el lago lago Thutade de varias fuentes que fluyen de las montañas Omineca. Primero se dirige al noreste, y luego se vuelve hacia el sureste mientras bordea las montañas Sifton. Sigue después entrando en un largo valle entre la cordillera Finlay, al suroeste, y la cordillera Muskwa, al noreste, un valle longitudinal que en su tramo final está inundado por la cola del embalse artificial del lago Williston, ya en el río de la Paz. La presa W. A. C. Bennett fue finalizada en 1968 y ha anegado la confluencia de las dos primitivas fuentes del río de la Paz, el Finlay y el río Parsnip (de 240 km), ahora bajo las aguas del embalse. El cañón Deserters está localizado justo al norte del lago Williston.
Los principales afluentes del Finlay son los ríos Ospika, Ingenika, Warneford, Fox, Toodoggone y Firesteel. Situado en una parte bastante remota de la provincia de la Columbia Británica, a lo largo del río no hay ningún núcleo de población que merezca tal nombre, solamente una pequeña comunidad de Naciones Originarias de Canadá, Fort Ware, localizada en la confluencia del Finlay y el Warneford.
El «parque provincial Tatlatui» protege el área de la cordillera de Tatlatui (parte de las montañas Omineca), donde se encuentra el lago Thutade. 

## Historia

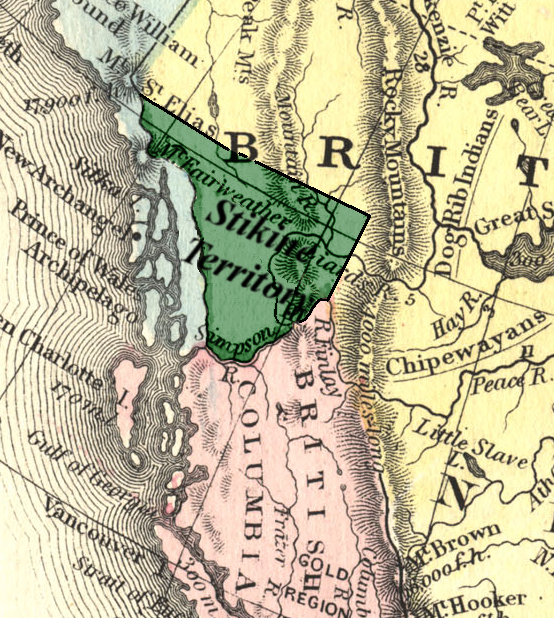
El Finlay fue la frontera meridional del Territorio Stikine, que fue absorbido en la Colonia de la Columbia Británica en 1863.

El río Finlay lleva el nombre del explorador y comerciante de pieles canadienses John Finlay (1774-1833), que fue el primer occidental del que se tiene constancia que exploró el curso inferior del río en 1797. El primer occidental en recorrer todo su curso, hasta su nacimiento, fue el comerciante de piel y explorador Samuel Black en 1824.
El río constituyó la mitad oriental de la frontera norte de la Colonia de la Columbia Británica en el momento de su creación en 1858, al norte de lo que eran los Territorios del Noroeste. 
La otra mitad, la mitad occidental de la frontera, era el río Nass (de 380 km), y desde 1862 hasta 1863 fue brevemente la frontera meridional de los territorios Stickeen (Stikine Territory), que se había formado a partir del Territorio Noroeste, en respuesta a las fiebres del oro de los ríos Paz y Stikine, y que se fusionó con la Colonia de la Columbia Británica en el año siguiente.